# Fabian Feilchenfeld
Fabian Gabriel Feilchenfeld (geboren am 18. Juni 1827 in Schlichtingsheim (Provinz Posen); gestorben am 16. Februar 1910 in Schwerin) war ein deutscher Rabbiner, der von 1877 bis zu seinem Tod Landesrabbiner von Mecklenburg-Schwerin war.

## Leben
Fabian Feilchenfeld war der Sohn des jüdischen schlesischen Schächters und Kantors Hirsch Wolf Feilchenfeld. Nach dem Besuch einer Talmudschule in Rawitsch und Studien in Dresden, hier bei Zacharias Frankel und seinem Schwager Wolf Landau. Vom 17. April 1850 bis März 1854 studierte er Geschichte und Philosophie an der Friedrich-Wilhelms-Universität zu Berlin und gleichzeitig bei Michael Sachs. Bereits während seines Studiums arbeitete er als Lehrer an der Jüdischen Religionsschule in Berlin und wurde dort im April 1854 als Religionslehrer angestellt. Im April 1856 wurde er in Halle zum Dr. phil. promoviert. Nachdem er von Februar 1857 bis 1858 als Lehrer an der Religionsschule unter der Leitung von Wolf Landau in Dresden tätig gewesen war, folgte er 1858 dem Ruf als Religionslehrer und Rabbiner nach Culm an der Weichsel. Hier wurden seine Söhne Leopold (* 1861), Wolf (* 1864) und Heinrich (* 1869) geboren. Im Mai 1876 erfolgte seine Berufung zum Landesrabbiner für Mecklenburg nach Schwerin. Er war Mitglied des Oberrats der Israelitischen Landesgemeinde. Ab 1900 leitete er außerdem ein Lehrerseminar für Sabbat-Schullehrer. Fabian Feilchenfeld wirkte in Mecklenburg außerordentlich für die jüdische Gemeinde, wofür ihm Großherzog Friedrich Franz IV. 1907 anlässlich seines 50-jährigen Doktorjubiläums als bis dahin einzigem Rabbiner in der Geschichte des Landes die Medaille für Kunst und Wissenschaft in Gold verlieh. Feilchenfeld war Verfasser einiger religiöser Lehrbücher, von denen sein Systematisches Lehrbuch der Israelitischen Religion auch ins Englische übersetzt wurde. Im Februar 1909 ging Feilchenfeld in den Ruhestand.
1859 heiratete Feilchenfeld seine erste Frau, Minna Cohn, mit der er drei Kinder hatte. Sie starb bereits 1866.
Fabian Feilchenfeld war in zweiter Ehe mit Rosalie Lasker (1838–1919), einer Schwester des preußischen Politikers und Juristen Eduard Lasker, verheiratet. Aus der Ehe gingen fünf Söhne und zwei Töchter hervor. Seine Schwiegersöhne waren die Rabbiner Adolf Blumenthal (1863–1903) in Ratibor und Samuel Freund (1868–1939) in Hannover. Ein Enkel war der Kunsthändler Walter Feilchenfeldt.
Fabian Feilchenfeld wurde auf dem jüdischen Friedhof in Schwerin bestattet.

## Werke
- De Backonis Lockiique doctrinarum cohaerentia et necessitudine. Dissertation, Halle 1856.
- Predigt gehalten zur Abschiedsfeier des Advocaten Dr. jur. L. Marcus in der Synagoge zu Schwerin. Bützow 1876.
- Anleitung zum Religionsunterricht. 1881.
- Trauerrede zum Gedächtniß unsres hochseligen Großherzogs Friedrich Franz II. Schwerin 1883.
- Kurzgefaßtes Lehrbuch der jüdischen Religion für Schule und Haus. 4. Auflage: Kauffmann, Frankfurt am Main 1913.